# Aldanská vysočina
Aldanská vysočina (rusky Алданское нагорье, Aldanskoje nagorje) je vysočina v asijské části Ruska. Leží na jihu Sachy.
Hraničí na jihozápadě, jihu a jihovýchodě se severním krajem Stanového pohoří, na jihovýchodě také s údolím Gonamu, na východě s údolím Učuru, na severu je částečně ohraničena řekou Aldan, která pramení v její západní části, kde pramení také Amga. Na západě hraničí s údolím Oljokmy.
V horách jsou naleziště železné rudy, mědi, zlata, černého uhlí, slídy.
Největší sídla v oblasti jsou Aldan na severu a Čulman na jihu.